# Ricardo Rodríguez (lutador)
Jesús Rodríguez (Los Angeles, 17 de fevereiro de 1986) é um ex-lutador de wrestling profissional estadunidense, o qual trabalhou para a WWE na divisão RAW, como anunciador de ringue pessoal de Rob Van Dam depois que se separou de Alberto Del Rio como punição da WWE por ele ter desobedecido regras.

## No wrestling
- Alcunhas
  - "R-Rod"

## Títulos e prêmios
- Battleground Pro Wrestling
  - BPW Maximum Championship (1 vez)
- CWX
  - CWX Lucha Libre Championship (1 vez)
- Insane Wrestling League
  - IWL Tag Team Championship – com Jason Watts (1 vez)[3]
- New Wave Pro Wrestling
  - NWPW Tag Team Championship – com Jason Watts (1 vez)[4]
- NWT/NTLL
  - NWT/NTLL Light Heavyweight Championship (1 vez)
- Vendetta Pro Wrestling
  - VPW Tri-Force Championship (1 vez)[5]